# Мортимер, Эдмунд (рыцарь)
Сэр Эдмунд Мортимер (англ. Edmund Mortimer; 3 ноября 1376 — февраль 1409) — английский аристократ, военачальник, 2-й сын Эдмунда Мортимера, 3-й графа Марч, и Филиппы Плантагенет, 5-й графини Ольстер.
Эдмунд принимал участие в восстании Глиндура против короля Генриха IV, желая возвести на английский трон своего племянника, но успеха не добился. Умер во время осады его замка.

## Биография
Эдмунд родился 9 ноября 1376 года в родовом замке Ладлоу. Он был вторым сыном Эдмунда Мортимера, 3-го графа Марч, и Филиппы Плантагенет, дочери Лайонела, герцога Кларенса, третьего сына короля Эдуарда III.
В момент смерти отца Эдмунду было всего 5 лет. По завещанию ему достались некоторые владения с ежегодным доходом в 300 марок. Кроме того, старший брат Роджер Мортимер, 4-й граф Марч передал ему поместье Гасседж в Дорсете и ренту на 240 марок. У него также были значительные владения в Валлийской марке и в Уэльсе, в том числе поместье Нарбет и доля в поместье Сент-Клирс.
Эдмунд был очень близок со старшим братом Роджером. В 1397 году он служил у брата в Ирландии, а после гибели того в 1398 году стал его душеприказчиком.
Когда летом 1399 год Генри Болингброк высадился в Англии и взял в плен короля Ричарда II, Эдмунд, хотя его род и имел больше прав на английский престол, предпочёл подчиниться Болингброку и 2 августа 1399 вместе с епископом Херефорда выразил ему повиновение в Херефорде. После отречения Ричарда II в октябре 1399 года и коронации Болингброка королём Англии под именем Генриха IV, Эдмунд первое время сохранял ему лояльность.
В 1402 году в Уэльсе вспыхнуло восстание, которое возглавил Оуайн Глиндур (Глендауэр). В июне армия Глиндура вторглась во владения Мортимеров. На усмирение восставших выступил Эдмунд Мортимер, собрав в Херефордшире армию. 22 июня у холма Брин-глас армия Мортимера была разбита войсками Глиндура, а сам Эдмунд Мортимер попал в плен. Ряд его сторонников перешли на сторону Глиндура. При этом Глиндур обращался с пленником достаточно любезно. Друзья Мортимера, особенно Перси (Генри Хотспур, наследник графа Нортумберленда, был женат на сестре Мортимера), пытались организовать выкуп. Но Генрих IV сомневался в лояльности Мортимера трону, и отказался выкупать Эдмунда. Он начал конфискацию его владений, чем побудил Мортимера перейти на сторону Глиндура.
Около 30 ноября 1402 года Эдмунд Мортимер женился на дочери Глиндура. В дальнейшем он объявил, что законным наследником Ричарда II является его племянник — Эдмунд Мортимер, 5-й граф Марч. Имя Мортимеров обеспечило восстанию широкую поддержку в Уэльсе. А в 1403 году к восстанию присоединился и граф Нортумберленд с сыном, Генри Хотспуром, и братом, графом Вустером, а также архиепископ Йоркский Ричард ле Скруп. Целью тройственного союза был раздел королевства на 3 части: граф Марч становился королём Англии, Глиндур получал Уэльс, а Перси - север Англии.
Перси собрали армию и двинулись на соединение с Глиндуром. Но навстречу выступил Генрих IV, не желающий допустить соединения двух армий. 21 июля 1403 года состоялась битва при Шрусбери, в которой Перси были разбиты. Хотспур был убит, граф Вустер взят в плен и казнён. Граф Нортумберленд, который в битве не участвовал, избежал обвинения в измене, но лишился должности маршала Англии. Однако он сохранил связи с восставшими. В 1405 году был организован побег графа Марча из Виндзорского замка, однако тот был вскоре захвачен сторонниками короля.
После 1405 года позиции восставших стали ухудшаться. Несмотря на помощь французов восставшие терпели неудачи. 29 мая 1405 года армия графа Нортумберлена оказалась разбита в битве у Шиптон-Мура, а сам граф бежал в Шотландию. Мортимера также преследовали неудачи. В итоге принц Генри Монмутский (будущий король Генрих V) осадил Мортимера в замке Харлек в Уэльсе. Во время осады в феврале 1409 года Эдмунд Мортимер умер. Наследников он не оставил — все его дети умерли в младенчестве.
Эдмунд Мортимер является одним из действующих лиц исторических хроник Уильяма Шекспира. При этом, следуя за Холиншедом, Шекспир в образе «Эдмунда Мортимера, графа Марч» объединил двух лиц: Эдмунда Мортимера, 5-го графа Марч и его дядю Эдмунда Мортимера, зятя Оуайна Глиндура.

## Брак и дети
Жена: с ок. ноября 1402 Катерина Глиндур (ум. до 1 декабря 1413), дочь Оуайна Глиндура (Глендауэра) и Маргарет Ханмер. Дети:
- Лайонель (ум. в младенчестве)
- дочь (ум. 1413)
- дочь (ум. 1413)
- дочь (ум. до декабря 1413)